# Хойин-урянка
Хойин-урянка (монг. ойн урианхай, ойн урианхат) — средневековое монгольское племя, вошедшее в состав империи Чингисхана в начале XIII века. Упоминаются в составе лесных племён (хойин-иргэн), проживавших на севере Монгольской империи.

## Этноним
В русском переводе «Сборника летописей» этноним отражён в формах хойин-урянка, лесные урянкаты. В монгольском переводе Ц. Сүрэнхорлоо этноним отражён в формах ойн урианхай, ойн урианхат, в английском переводе У. М. Такстона — в формах hoyin uriangqa, forest uriangqat.
Термины хойин и ойн с монгольского языка переводятся как лесной. Этноним урианхай (урянхан) появился в результате объединения двух монгольских слов уриа(н) (призыв, боевой клич) и хан.

## История

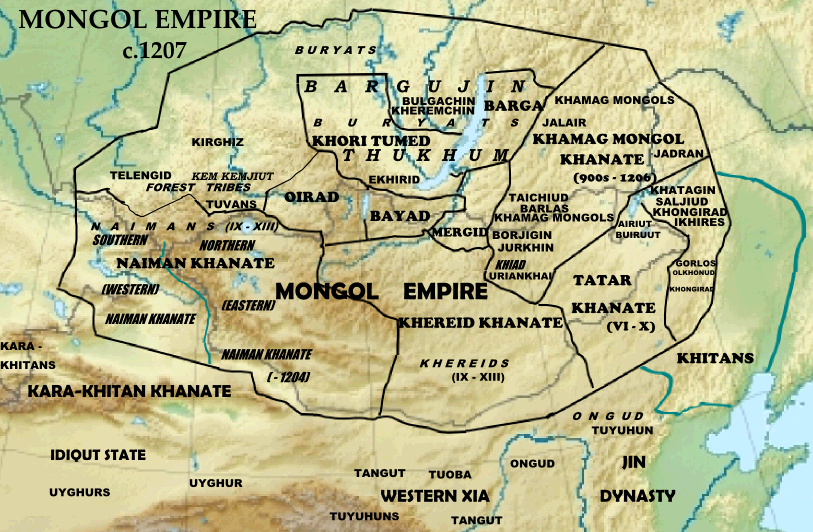
Монгольская империя в 1207 г.

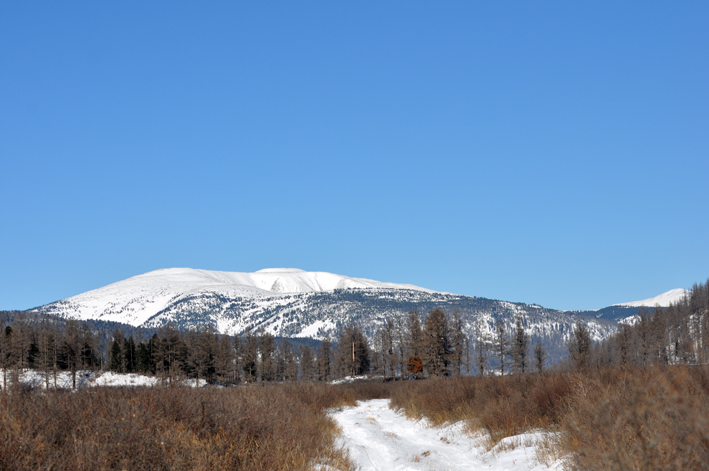
Бурхан-Халдун

Несмотря на общий этноним с урянкатами из дарлекинов, хойин-урянка к ним не принадлежали. В «Сборнике летописей» упоминаются среди племён, «которых в настоящее время называют монголами». Своё имя лесные урянкаты получили «потому, что их юрты были в лесах. Они никогда не имели ни палаток, ни шатров; их одежда была из кожи животных; у них не было быков и баранов; вместо них они выращивали горных быков [и коров], горных баранов [и овец] и джейрана, который похож на горную овцу; они ловили их [и приручали], доили молоко и ели».
Согласно сведениям из «Сборника летописей», лесные урянкаты никогда не выходили из лесов. Во время перекочевок поклажу грузили на горных быков. В местах, где они останавливались, делали из коры берёзы и других деревьев немного навесов и лачуг. Зимой для передвижения по снегу и для охоты на горного быка и других животных использовали лыжи — чанэ (монг. цана, бур. шана).
Как пишет Рашид ад-Дин, чанэ знают в большинстве областей Монголии и Туркестана. «Особенно же о них имеют понятие в областях Баргуджин-Токум, [у племен:] кори, киргиз, урасут, теленгут и тумат».
В эпоху Чингисхана хойин-урянка смешались с другими монголами. По соседству с ними располагался юрт племени сулдус. Из племени хойин-урянка происходил Удачи, один из нойонов тысяч левого крыла. Впоследствии Удачи вместе с его тысячей назначили охранять великий гурук (Их хориг) Чингисхана, который находится в местности Бурхан-Халдун. Согласно «Сборнику летописей», Тулуй-хан и его род, Кубилай-каан, Менгу-каан и их роды — все погребены в том гуруке.

## Расселение
Территория расселения лесных урянкатов локализуется либо в пределах Баргуджин-Токума, либо по соседству с ним. В тексте «Сборника летописей» также даны четкие данные, позволяющие охарактеризовать регион с ландшафтной и климатической точки зрения: этот регион находится высоко в горах, так как в той местности выпадает много снега, а место расселения лесистое, хотя и имеются остепнённые участки.
Этот регион может находиться ориентировочно в районе Присаянья-Прихубсугулья, на Окинском плато и в Дархатской котловине, возможно, часть урянкатов была расселена где-то в ещё более близких к Баргуджин-Токуму местах, таких как долина Иркута, верховья Джиды, т. е. в местах, где есть узкие горные долины и высокие плато.
Возможна связь лесных урянкатов с бурятскими урянхайцами, ныне расселёнными в долине Джиды.